# Iryna Stavchuk
Iryna Stavchuk (1982) é uma escritora ucraniana, ex-vice-ministra e conselheira de política climática. Ela foi reconhecida como uma das 100 mulheres da BBC em 2023.
A educação de Stavchuk incluiu o estudo de Monitoramento Ecológico e Econômico no Instituto Politécnico Igor Sikorsky Kyiv em Kyic. Depois de se formar, ela foi para a Suécia, onde fez um curso de pós-graduação em Gestão e Política Ecológica no Instituto Internacional de Economia Ambiental Industrial.
Ela começou a trabalhar no Centro Ambiental Nacional da Ucrânia, onde trabalhou em políticas relacionadas ao clima. Ela ajudou a organizar a resposta da Ucrânia às alterações climáticas e trabalhou com as Nações Unidas nas suas negociações relativas ao clima durante mais de uma década.
Em 2008, o Banco Mundial criou um Fundo para Tecnologias Limpas. Stavchuk atuou no conselho de administração desse fundo.
Em 2017 trabalhava no Centro de Iniciativas Ambientais (Ecoaction) do qual foi cofundadora. Em 2019, ela deixou o cargo de Diretora Executiva da Ecoaction  para se tornar Vice-Ministra na Ucrânia. Ela foi responsável pelas questões climáticas até 2022. Ela observou que a vida das pessoas passou a ter prioridade após a invasão russa, mas também houve danos ambientais. As estações de tratamento de água foram danificadas, deixando o esgoto sem tratamento nos rios. O bombardeio de áreas industriais criou poluição do ar e da terra. Como "vice-ministra da protecção ambiental e dos recursos naturais da Ucrânia para a integração europeia", ela tentou garantir que tudo isto fosse monitorizado.
Stavchik juntou-se à Fundação Europeia para o Clima, onde está a elaborar planos para a recuperação pós-guerra que sejam compatíveis com as alterações climáticas. Em 2023, ela foi uma das três mulheres ucranianas incluídas na lista da BBC 100 Women, juntamente com a escritora Oksana Zabuzhko e a fundadora da instituição de caridade Olena Rozvadovska.